# Lista de atuações de Audrey Hepburn

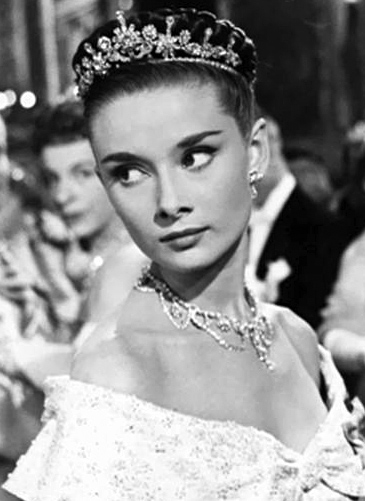
Hepburn como a princesa Ann em Roman Holiday (1953).

Audrey Hepburn foi uma atriz britânica cuja extensa carreira em cinema, televisão e teatro de 1948 a 1993 é considerada uma das maiores da história das artes cênicas. Considerada também como uma das mais belas mulheres de todos os tempos, Hepburn é listada como a terceira maior "lenda do cinema americano" pelo American Film Institute. Hepburn também permanece na história como um ícone da moda de sua época. Sua estreia se deu com o papel de aeromoça em Dutch in Seven Lessons (1948). No mesmo ano, atuou na peça britânica High Button Shoes e, no ano seguinte, em Sauce Tartare. Dois anos mais tarde, teve sua estreia na Broadway como personagem-título da peça Gigi. Em Hollywood, sua primeira atuação foi como Princesa Ann em Roman Holiday, dirigido por William Wyler, quando dividiu as telas com Gregory Peck. O filme, lançado em 1953, é considerado o divisor de águas em sua extensa carreira e o filme que a lançou ao estrelato. Por sua atuação, Hepburn recebeu o Óscar de melhor atriz, o BAFTA de melhor atriz e o Globo de Ouro de melhor atriz em filme dramático. Em 1954, interpretou a filha de um motorista envolvida num triângulo amoroso em Sabrina, contracenando com Humphrey Bogart e William Holden. No mesmo ano, Hepburn venceu o Prêmio Tony de Melhor Atriz por protagonizar a peça Ondine.
Sua atuação seguinte foi como Natasha Rostova em War and Peace, na adaptação do romance homônimo de Leo Tolstoy. Em 1957, estrelou Love in the Afternoon, ao lado de Gary Cooper e Maurice Chevalier, e Funny Face, ao lado de Fred Astaire. Dois anos mais tarde, interpretou Holly Golightly na comédia romântica Breakfast at Tiffany's e uma professor acusada de lesbianismo no drama The Children's Hour, ao lado de Shirley MacLaine. Dois anos mais tarde, contracenou com Cary Grant em Charade. Nos anos seguintes, Hepburn autou em Paris When It Sizzles, My Fair Lady e Until Dark, este último que rendeu-lhe uma indicação ao Óscar de melhor atriz. Nove anos mais tarde, após um longo hiato na carreira artística, Hepburn voltou às telas como Lady Marian em Robin and Marian, ao lado de Sean Connery.
A última aparição de Hepburn no cinema foi em Always (1989), de Steven Spielberg. Sua última e final aparição em cena foi em 1993 como apresentadora do documentário Gardens of the World with Audrey Hepburn, pela qual recebeu postumamente um Prêmio Emmy de performance individual num programa informativo. Em reconhecimento a sua extensa e frutífera carreira artística, Hepburn foi agraciada com diversos prêmios especiais, tais como: Prêmio Especial BAFTA, Prémio Cecil B. DeMille, SAG Life Achievement e o Prêmio Tony Especial.

## Filmografia

### Filmes
| Ano  | Título                   | Título em português                                            | Papel                           | Ref.                 |
| ---- | ------------------------ | -------------------------------------------------------------- | ------------------------------- | -------------------- |
| 1948 | Dutch in Seven Lessons   | —                                                              | Comissária de bordo             | [ 15 ]               |
| 1951 | One Wild Oat             | —                                                              | Recepcionista                   | [ 15 ]               |
| 1951 | Young Wives' Tale        | —                                                              | Eve Lester                      | [ 16 ]               |
| 1951 | Laughter in Paradise     | —                                                              | Garota com cigarro              | [ 17 ]               |
| 1951 | The Lavender Hill Mob    | br: O Mistério da Torre                                        | Chiquita                        | [ 18 ]               |
| 1952 | Secret People            | —                                                              | Nora Brentano                   | [ 19 ]               |
| 1952 | Nous irons à Monte Carlo | —                                                              | Melissa Farrell                 | [ 20 ]               |
| 1953 | Roman Holiday            | br: A Princesa e o Plebeu pt: Férias em Roma                   | Princesa Ann                    | [ 21 ]               |
| 1953 | Monte Carlo Baby         | —                                                              | Linda Farrell                   | [ 22 ] [ 23 ] [ 24 ] |
| 1954 | Sabrina                  | br/pt: Sabrina                                                 | Sabrina Fairchild               | [ 25 ] [ 26 ]        |
| 1956 | War and Peace            | br/pt: Guerra e Paz                                            | Natasha Rostova                 | [ 27 ]               |
| 1957 | Love in the Afternoon    | br: Um Amor na Tarde                                           | Ariane Chavasse                 | [ 28 ]               |
| 1957 | Funny Face               | br/pt: Cinderela em Paris                                      | Jo Stockton                     | [ 29 ]               |
| 1959 | Green Mansions           | br: A Flor que Não Morreu                                      | Rima                            | [ 30 ]               |
| 1959 | The Nun's Story          | br: Uma Cruz à Beira do Abismo pt: História de uma Freira      | Gabrielle Van der Mal/Irmã Luce | [ 31 ]               |
| 1960 | The Unforgiven           | br/pt: O Passado Não Perdoa                                    | Rachel Zachary                  | [ 31 ]               |
| 1961 | Breakfast at Tiffany's   | br: Bonequinha de Luxo pt: Boneca de Luxo                      | Holly Golightly                 | [ 31 ]               |
| 1961 | The Children's Hour      | br: Infâmia                                                    | Karen Wright                    | [ 31 ]               |
| 1963 | Charade                  | br/pt: Charada                                                 | Regina Lampert                  | [ 32 ]               |
| 1964 | Paris When It Sizzles    | br: Quando Paris Alucina pt: Quando Paris Delira               | Gabrielle Simpson               | [ 33 ]               |
| 1964 | My Fair Lady             | br: Minha Querida Dama pt: Minha Linda Senhora                 | Eliza Doolittle                 | [ 31 ]               |
| 1966 | How to Steal a Million   | br: Como Roubar Um Milhão de Dólares pt: Como Roubar Um Milhão | Nicole Bonnet                   | [ 31 ]               |
| 1967 | Two for the Road         | br: Um Caminho para Dois pt: Caminho para Dois                 | Joanna Wallace                  | [ 34 ]               |
| 1967 | Wait Until Dark          | br: Um Clarão nas Trevas pt: Os Olhos da Noite                 | Susy Hendrix                    | [ 35 ]               |
| 1976 | Robin and Marian         | br: Robin e Marian pt: A Flecha e a Rosa                       | Maid Marian                     | [ 36 ]               |
| 1979 | Bloodline                | —                                                              | Elizabeth Roffe                 | [ 37 ]               |
| 1981 | They All Laughed         | br: Muito Riso e Muita Alegria pt: Romance em Nova Iorque      | Angela Niotes                   | [ 38 ]               |
| 1989 | Always                   | br: Além da Eternidade pt: Sempre                              | Hap                             | [ 39 ]               |

### Televisão

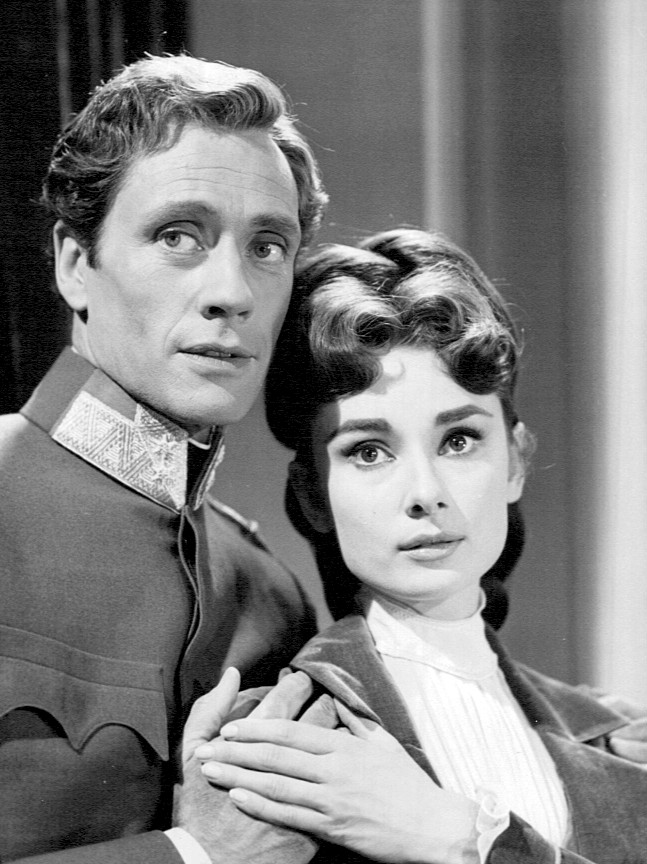
Hepburn (à direita) e Mel Ferrer (à esquerda) no episódio de Mayerling (1957).

| Ano  | Título                                   | Papel             | Ref.   |
| ---- | ---------------------------------------- | ----------------- | ------ |
| 1949 | Sauce Tartare                            | Desconhecido      |        |
| 1950 | Saturday Night Revue                     | Desconhecido      | [ 40 ] |
| 1951 | Sunday Night Theatre                     | Celia             | [ 41 ] |
| 1952 | CBS Television Workshop                  | Virginia Forsythe | [ 42 ] |
| 1957 | Producers' Showcase                      | Maria Vetsera     |        |
| 1970 | A World of Love                          | Ela mesma         |        |
| 1987 | Love Among Thieves                       | Caroline DuLac    |        |
| 1988 | American Masters                         | Ela mesma         |        |
| 1988 | Gregory Peck: His Own Man                | Ela mesma         |        |
| 1993 | Gardens of the World with Audrey Hepburn | Ela mesma         | [ 43 ] |

## Teatro
| Ano(s)    | Título            | Papel   | Teatro              | Notas                                        | Ref.          |
| --------- | ----------------- | ------- | ------------------- | -------------------------------------------- | ------------- |
| 1948–1949 | High Button Shoes | Corista | London Hippodrome   |                                              | [ 44 ]        |
| 1949      | Sauce Tartare     | Corista | Cambridge Theatre   |                                              | [ 31 ] [ 45 ] |
| 1950      | Sauce Piquante    |         | Cambridge Theatre   |                                              | [ 31 ]        |
| 1951–1952 | Gigi              | Gigi    | Fulton Theatre      | 24 de novembro de 1951 – 31 de maio de 1952  | [ 46 ]        |
| 1954      | Ondine            | Ondine  | 46th Street Theatre | 18 de fevereiro de 1954 – 3 de julho de 1954 | [ 47 ]        |